# 가자 마다
가자 마다(인도네시아어: Gajah Mada, 1290년 ~ 1364년)는 지금의 인도네시아 지역에 존재했던 옛 국가 마자파힛 제국의 수상으로, 자와 문자로 된 기록에 따르면 마자파힛 제국의 전성기를 이끈 지도자로 알려져 있다.:234,239 재임 당시 왕조보다도 더 강한 권력을 행사했으며, 법제를 정비하고 말레이 제도를 통일한 업적을 남겼다. 현재의 인도네시아에서는 국민적 영웅으로 칭송받으며, 그의 이름을 딴 가자 마다 대학교가 설립되어 있다.

## 같이 보기
- 가자 마다 대학교